# Jacqui Lait
Jacqueline Anne Harkness Lait (née le 16 décembre 1947) est une femme politique du Parti conservateur britannique et députée de Hastings and Rye (1992–1997) et de Beckenham (1997–2010).

## Jeunesse
Lait est née à Paisley, Renfrewshire, fréquentant le Paisley Grammar School et l'Université de Strathclyde, où elle obtient une licence en gestion d'entreprise. Après avoir obtenu son diplôme, Lait travaille dans les Relations publiques pour l'industrie du jute à Dundee, travaillant plus tard pour l'agence de presse télévisée Visnews. Lait travaille pour le Service d'information du gouvernement et plus tard pour le ministère de l'Emploi en 1974. En 1980, elle rejoint la Chemical Industries Association en tant que conseiller parlementaire. 

## Carrière politique
Lait est candidate à Strathclyde West pour les élections européennes de 1984 et l'année suivante se présente à l'élection partielle de Tyne Bridge où elle termine à la troisième place derrière David Clelland et Rod Kenyon. Elle est choisie comme candidate conservatrice pour Hastings and Rye en avril 1991.
Lait remporte le siège de Hastings et Rye aux élections générales de 1992 et devient en 1996 la première femme conservatrice whip. Elle perd son siège aux élections générales de 1997, à la suite d'un différend avec les pêcheurs locaux, mais plus tard dans la même année, elle est élue députée de Beckenham lors d'une élection partielle après la démission de Piers Merchant.
Lors de l'élection du nouveau chef conservateur Iain Duncan Smith en septembre 2001, Lait est nommée Secrétaire d'État pour l'Écosse du cabinet fantôme. Le poste était vacant depuis 1997 car les conservateurs n'avaient aucun député écossais au Parlement britannique. Peter Duncan est élu dans une circonscription écossaise aux élections de 2001 et il lui succède en tant que secrétaire écossais fantôme en 2003 lorsqu'elle devient ministre fantôme des Affaires intérieures. Après les élections générales de 2005 elle est nommée ministre fantôme de Londres. Deux ans plus tard, elle se voit confier les fonctions supplémentaires de ministre fantôme du Plan.
Lors du scandale des dépenses parlementaires, il est constaté qu'elle a trop réclamé les intérêts hypothécaires sur sa résidence secondaire et est condamnée à rembourser plus de 7 000 £.
Elle ne se représente pas aux élections générales de 2010.
Lait est mariée à Peter Jones, ancien chef du conseil du comté d'East Sussex.